# أسطوانة فونوغراف

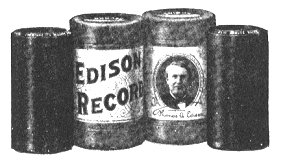
صورة للأسطوانات المبتكرة من قبل توماس اديسون عام 1910

أسطوانة الحاكي أو الفونوغراف هي أقدم وسيلة تجارية لتسجيل الصوت وإعادة إنتاجه، وهي تعتبر سلف قرص الحاكي. يحتوي هذا الشيء الأسطواني المجوف على تسجيل صوتي منقوش على السطح الخارجي، والذي يمكن إعادة إنتاجه عند تشغيله على الاكي أسطواني ميكانيكي.

## تاريخ الأسطوانة

### توماس إديسون
- المعروف عليما أن أول آلة تم اختراعها كانت على يد الأمريكي توماس إديسون(1847 - 1931 م)، وكانت أول جهاز يسجل صوت المتكلم ويعيد سماعه، إلا أن تلك الآلة كانت خشنة في أجزائها، رديئة في أدائها كان الصوت بها يسجل على «أسطوانة معدنية» تلف بصفيحة قصدير، تدار باليد فيعاد سماع الصوت، وكان التسجيل بها لا يزيد على الدقيقة الواحدة تقريبا، وعيوبها كثيرة أهمها سرعة التلف، لكنها نقطة الانطلاقة لثورة جديدة في علم التوثيق والصوتيات، وأول عرض بعد نجاح التجربة كان في السادس من ديسمبر عام 1877م.

### إميل برلينر
- ثم جاءت محاولة الألماني إميل برلينر(1851 - 1929 م)الذي جاء إلى أمريكا في عام 1870م وعلى يديه تم اختراع جهاز المايكروفون، فقام بصنع أجهزة جرامافون في العام 1887م والتي تعد أولى خطوات صناعة تسجيل الموسيقى والصوتيات الحديثة، وذلك بصنعه أسطوانات تدوم لفترة أطول، وقد لاحقت هذه الآلة جملة من التحسينات المتلاحقة، أهمها تطويرها بزنبرك تتم تعبئته بذراع أو مقبض ليعمل بشكل آلي، تلاه تحسين جوهري وهو تغيير شكل الأسطوانة من دائري يشبه الكوب، إلى شكل دائري مسطح يسجل به على الوجهين بعد أن كان على وجه واحد في النوع القديم، والأسطوانة بها حز حلزوني وهذا الحز يمثل اهتزازات الصوت في الإبرة إشارات محكية فعندما تلف الأسطوانة تحدث اهتزازات في الإبرة التي تكون داخل الحز، فتصدر عنها نبضات كهربائية سرعان ما تتحول إلى أصوات مسموعة عبر مكبر الصوت، وهذا الحدث كان معجزة عند الناس لأن إعادة سماع صوت الإنسان أمر غير معروف قبل هذا الاكتشاف.[3]

## صناعة الأسطوانة

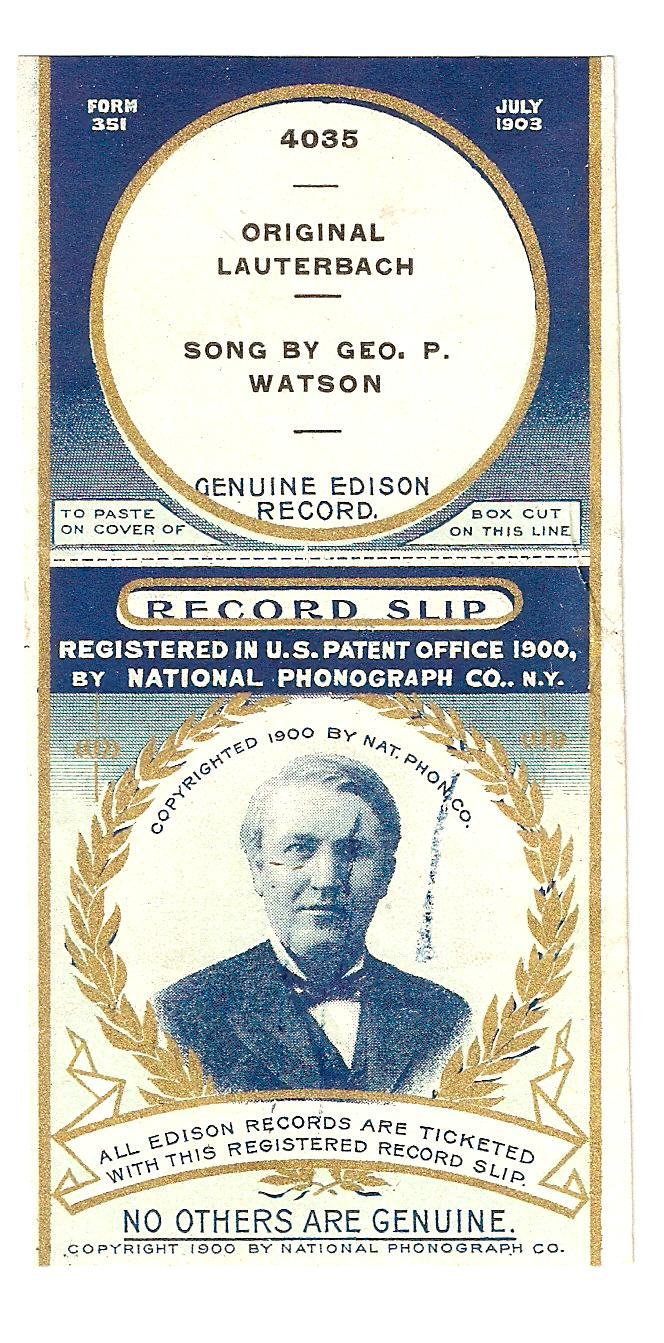
صورة غلاف أسطوانة فونوغرافية عام 1903

كانت الأسطوانات قديمة تصنع من مادة الشمع ثم استحدثت صناعتها بمادة اللك، وفي أواخر الأربعينيات أصبح البلاستيك الصلب أول مادة بلاستيكية من الفينيل تُصنع تجاريا.

## أسطوانة الحجر 78rpm
الأسطوانات ذات 78 دورة أو لفة كما يسميها البعض ورمزها اللاتيني (78rpm) استعملت في حدود عام 1925 م، وهي التي سجل عليها رواد الفن الخليجي أمثال: عبد اللطيف الكويتي ومحمد بن فارس وضاحي بن وليد ومن تلاهم من الفنانين.

## أسطوانة نايلون 33rpm
أصحبت البديل المستعمل حيث تم تطويرها من قبل تسجيلات كولومبيا (columbia) وتم تسويقها عام 1948 م

## أسطوانة نايلون 45rpm
قامت تسجيلات آر سي آي فيكتور (victor RCA) منافسه الشركة العالمية كولومبيا بتطوير الأسطوانة ذات 45 دورة (نايلون) وسوقتها عام 1949 م تجاريا.
- وهو إصدار مطور أدخلت عليه تحسينات وتجاوز أخطاء كانت موجودة في الصناعات السابقة
- وفي محاولات رصد استعمالها في الخليج فتشير التسجيلات أنها استعملت أواخر الخمسينات وبدايات الستينات الميلادية.

## أحجام الأسطوانات
كان لهذه الأسطوانات أحجام مختلفة كلما كبرت الأسطوانة فإن سرعتها تكون أكبر لان القطر يزيد بالنسبة لمحور المركز، من أشهرها ما كان يدور بسرعة 16، 33، 45، 78 دورة في الدقيقة.

## تسجيلها وطبعاتها
تتم عملية تسجيل الأسطوانة بداية على جهاز الريل في محل أو حتى مكان مغلق بسيط، وبعد عملية التسجيل يرسل شريط الريل ليطبع على أسطوانات تعود بكميات حسب المطلوب لأصحاب المحلات لبيعها في الأسواق، ويعمد بعض اصحاب الأسطوانات إلى إرسال أسطوانات حجر (75rpm) ليتم تفريغها على أسطوانات نايلون وهذا حاصل كثيرا.

ولو نظرنا إلى صناعة لأسطوانات بالنسبة للخليج العربي ستجد أن السواد الأعظم منها يطبع في باكستان ولبنان واليونان كما أن هناك أسطوانات طبعت في ألمانيا وبريطانيا وإيران وغيرها.

## روابط خارجية
- Tinfoil.com — History of phonograph cylinders; listen to many examples dating from 1878 through 1912
- The 1878 Lambert recording - Analysis of the 1878 Frank Lambert recording (until March 2008, believed to be the earliest surviving recording).
- 1888 white wax cylinder - Listen to one of the earliest classical music cylinders ever recorded
- French cylinders - Listen to several French cylinders (Opera, Cafe-Concert)